# リリー・パルマー
リリー・パルマー（Lilli Palmer, 本名：Lilli Marie Peiser、1914年5月24日 - 1986年1月29日）は、ドイツの女優。

## 来歴
ドイツ帝国・ポーゼン（現・ポーランド・ポズナン）に生まれる。父親は外科医、母親は舞台女優で、両親ともにユダヤ人。
ベルリンで演劇を学ぶが、ナチス政権誕生後パリに移り、キャバレーで活動しているところをゴーモンにスカウトされ、1935年にイギリス映画界で女優デビューした。
1943年に俳優のレックス・ハリソンと結婚、1945年に彼と共にハリウッドに渡る。1954年にドイツに戻り、国際的に活躍した。1974年、ドイツ連邦共和国功労勲章を授与された。
1986年1月29日、ガンで死去、71歳。

### 私生活

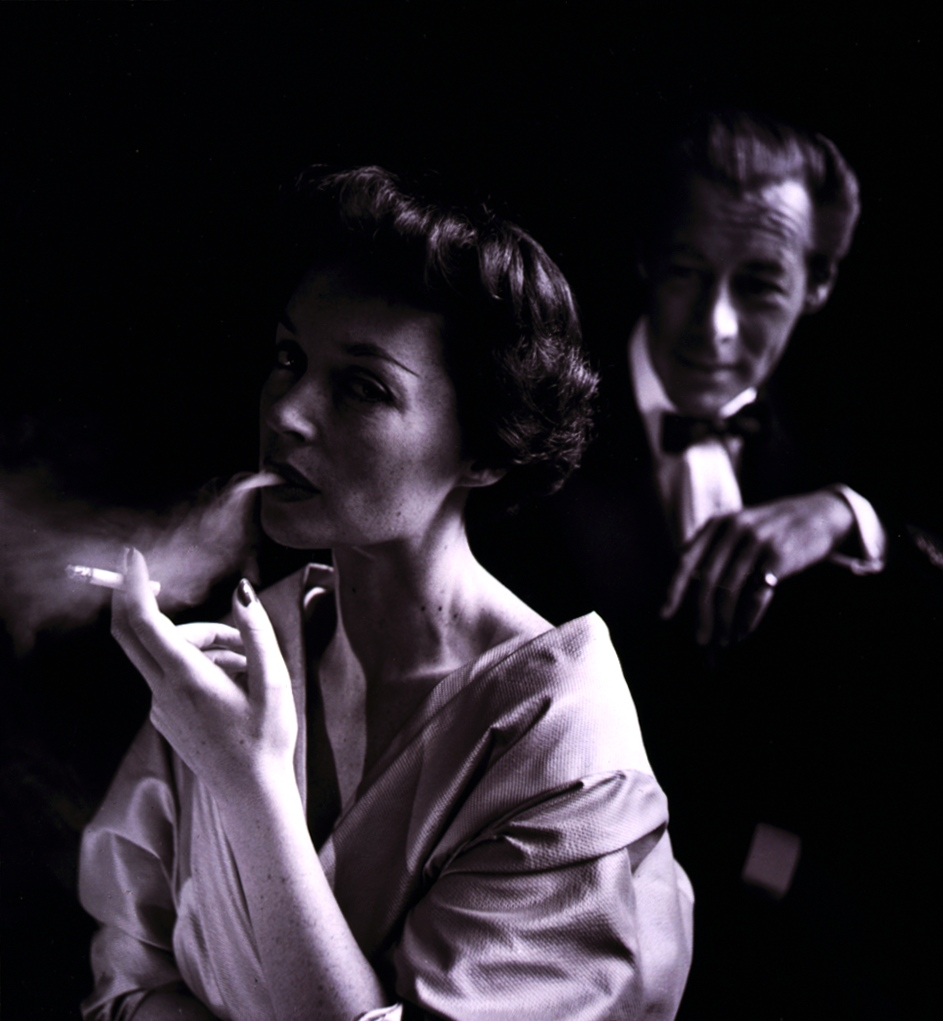
1950年、レックス・ハリソン（右）と。

1943年に俳優のレックス・ハリソンと結婚したが、1948年、ハリソンの愛人であったキャロル・ランディスがハリソンから妻との離婚を断られたことを理由に自殺未遂を起こし、その後死亡するという事件が起こる。さらにその後、既にハリソンと愛人関係にあったケイ・ケンドールの死期が近いことが分かったため、1957年に2人は離婚し、ハリソンはケンドールと再婚、その後、ケンドールは1959年に死去した。彼女はハリソンと離婚後、アルゼンチン出身の俳優カルロス・トンプソンと再婚、1986年の彼女の死まで連れ添った。

## 主な出演作品

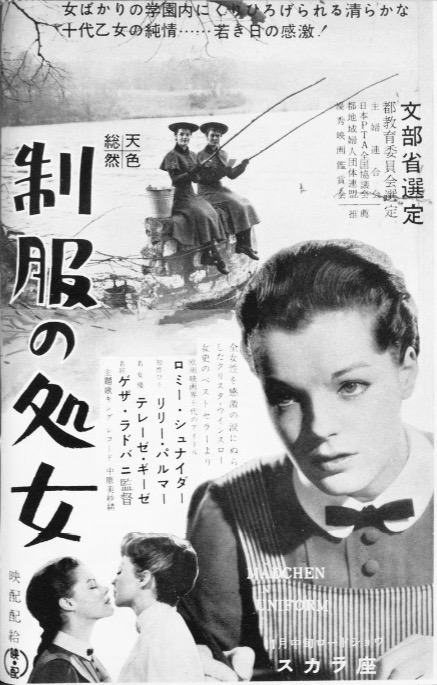
『制服の処女』（1958年）

- 間諜最後の日 Secret Agent (1936)
- 戦う民族 The Great Barrier (1937)
- 戦う市民 English Without Tears (1944)
- 艶(いろ)ごと師 The Rake's Progress (1945)
- 外套と短剣 Cloak and Dagger (1946)
- ボディ・アンド・ソウル Body and Soul (1947)
- マルセイユの一夜 Hans le marin (1949)
- ブロードウェイへの道 Main Street to Broadway (1953)
- モンパルナスの灯 Les Amants de Montparnasse (1958)
- 制服の処女 Mädchen in Uniform (1958)
- 僕は御免だ But Not for Me (1959)
- ウォレン夫人の職業 Mrs. Warren's Profession (1960)
- 戦塵未だ消えず Conspiracy of Hearts (1960)
- 結婚泥棒 The Pleasure of His Company (1961)
- 真夜中のランデヴー Le Rendez-vous de minuit (1961)
- 偽の売国奴 The Counterfeit Traitor (1962)
- 第二次世界大戦秘話 白馬奪回作戦 Miracle of the White Stallions (1963)
- 潜水艦ベターソン Torpedo Bay (1963)
- 女と男のある限り Das große Liebesspiel (1963)
- モール・フランダースの愛の冒険 The Amorous Adventures of Moll Flanders (1965)
- クロスボー作戦 Operation Crossbow (1965)
- ダイヤモンド・ジャック Jack of Diamonds (1967)
- 群衆の中の殺し屋 Nobody Runs Forever (1968)
- 象牙色のアイドル La residencia (1969)
- 殺人美学 Hard Contract (1969)
- 異常な快楽 De Sade (1969)
- 二重スパイ・国際謀略作戦 Hauser's Memory (1970) テレビ映画
- モルグ街の殺人 Murders in the Rue Morgue (1971)
- ナイト・チャイルド Night Hair Child (1972)
- ワイマルのロッテ Lotte in Weimar (1975)
- ブラジルから来た少年 The Boys from Brazil (1978)
- 第三帝国の遺産 The Holcroft Covenant (1985)
- 愛と戦いの日々 ロマノフ王朝 大帝ピョートルの生涯 Peter the Great (1986) テレビミニシリーズ

## 受賞
- 第14回ヴェネツィア国際映画祭 女優賞（1953年、The Four Poster）[4]
- ドイツ映画賞最優秀主演女優賞（1956年、Teufel in Seide、1957年、Anastasia, die letzte Zarentochter）[5]
- ドイツ映画賞生涯功労賞（1974年）[5]
- ゴールデン・カメラ賞最優秀女優賞（1972年、Eine Frau bleibt eine Frau）[6]